# Britt Geukens
Britt Geukens (* 23. Februar 1996) ist eine ehemalige belgische Tennisspielerin.

## Karriere
Kerfs begann mit sechs Jahren das Tennisspielen. Sie spielt größtenteils Turniere auf dem ITF Women’s Circuit, bei denen sie bisher ein Turniersieg im Einzel und sieben im Doppel erringen konnte.
Ihr erstes Profiturnier spielte Geukens im Juli 2013 in Maaseik, nach ihrer Halbfinalteilnahme in Scharm asch-Schaich wurde sie erstmals in der Weltrangliste geführt. Über Halbfinalteilnahmen kam Geukens im Einzel bislang nicht hinaus, im Gegensatz zu ihren Erfolgen im Doppel. Ihren ersten Doppeltitel gewann sie im März 2015 in Port El-Kantaoui an der Seite der Niederländerin Inger van Dijkman.
Ihr letztes Profiturnier bestritt Geukens im November 2018. Seit Ende Dezember 2018 wird sie nicht mehr in den Weltranglisten geführt.

## Turniersiege

### Einzel
| Nr. | Datum              | Turnier             | Kategorie   | Belag     | Finalgegnerin      | Ergebnis      |
| --- | ------------------ | ------------------- | ----------- | --------- | ------------------ | ------------- |
| 1.  | 11. September 2016 | Scharm asch-Schaich | ITF $10.000 | Hartplatz | Ana Bianca Mihăilă | 4:6, 6:3, 6:2 |

### Doppel
| Nr. | Datum              | Turnier             | Kategorie   | Belag     | Partnerin                  | Finalgegnerinnen                        | Ergebnis          |
| --- | ------------------ | ------------------- | ----------- | --------- | -------------------------- | --------------------------------------- | ----------------- |
| 1.  | 22. März 2015      | El-Kantaoui         | ITF $10.000 | Hartplatz | Inger van Dijkman          | Diana Enache Raluca Ciufrila            | 6:2, 6:0          |
| 2.  | 9. Mai 2015        | Scharm asch-Schaich | ITF $10.000 | Hartplatz | Dhruthi Tatachar Venugopal | Ola Abou Zekry Anastassija Chartschenko | 6:2, 7:67         |
| 3.  | 23. Mai 2015       | Scharm asch-Schaich | ITF $10.000 | Hartplatz | Elena-Teodora Cadar        | Naomi Cavaday Francesca Stephenson      | 7:65, 1:0 Aufgabe |
| 4.  | 12. September 2015 | Scharm asch-Schaich | ITF $10.000 | Hartplatz | Victoria Muntean           | Kamonwan Buayam Jana Sisikowa           | 1:6, 6:3, [10:8]  |
| 5.  | 13. Februar 2016   | Scharm asch-Schaich | ITF $10.000 | Hartplatz | Oana Georgeta Simion       | Nora Niedmers Julia Wachaczyk           | 2:6, 6:3, [10:7]  |
| 6.  | 17. September 2016 | Scharm asch-Schaich | ITF $10.000 | Hartplatz | Elena-Teodora Cadar        | Ana Bianca Mihăilă Shweta Chandra Rana  | 6:3, 6:1          |
| 7.  | 18. Februar 2017   | Scharm asch-Schaich | ITF $15.000 | Hartplatz | Magali Kempen              | Elena Bogdan Miriam Bianca Bulgaru      | 6:3, 2:6, [10:7]  |
| 8.  | 4. März 2018       | Scharm asch-Schaich | ITF $15.000 | Hartplatz | Emilie Francati            | Julija Hatouka Iryna Schymanowitsch     | 6:0, 6:3          |